# فقر در ایران

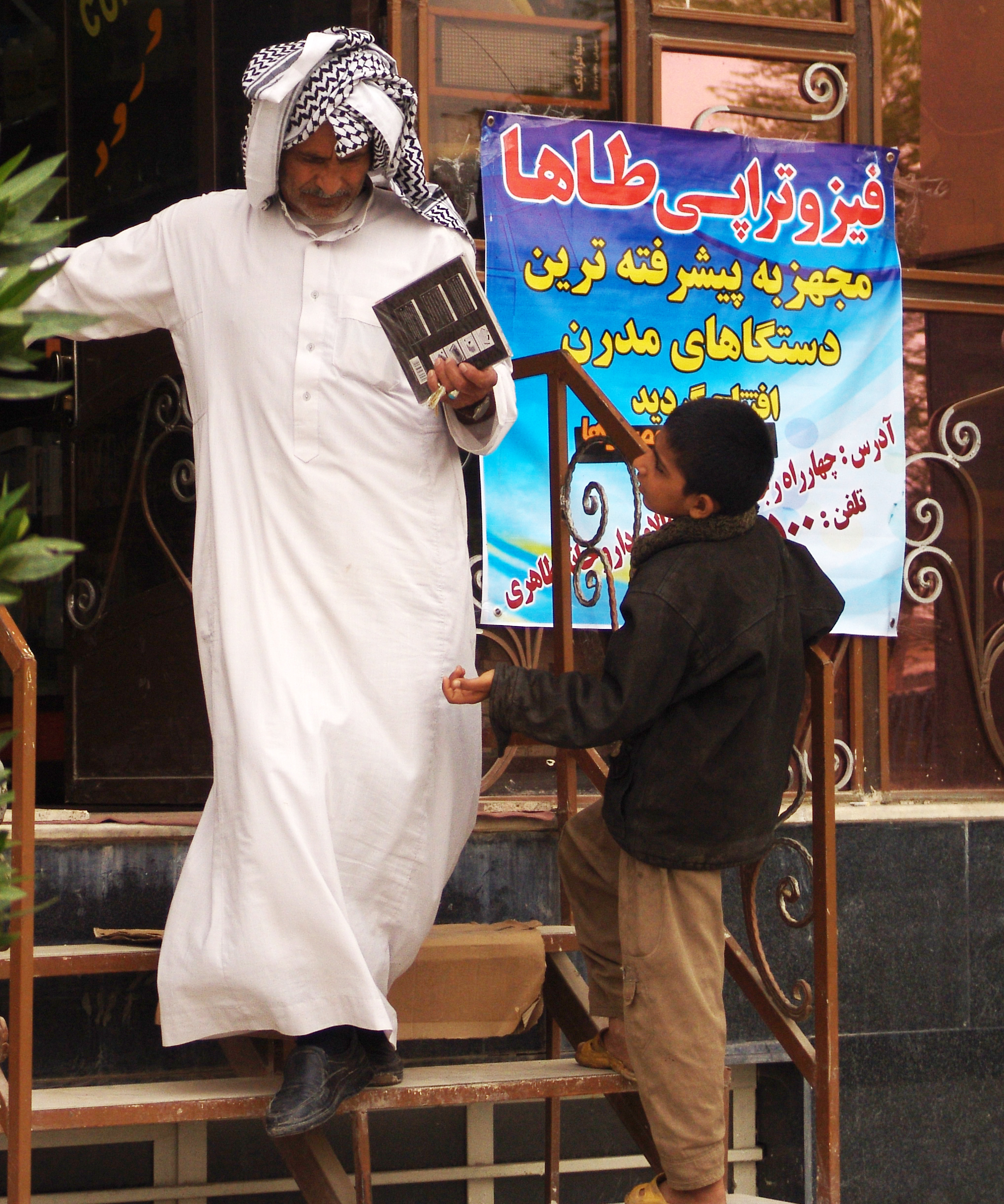
یک کودک تهی‌دست در شوشتر، خوزستان

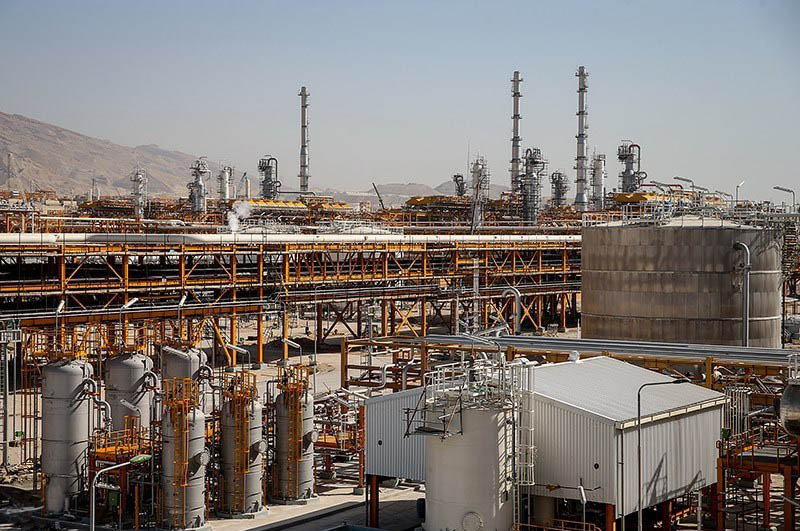
میدان گازی پارس جنوبی، بزرگ‌ترین میدان گازی جهان. پارس جنوبی ۱۴٫۲ تریلیون متر مکعب ذخایر گازی، برابر هشت درصد از کل ذخایر گازی جهان و نزدیک به ۴۰ درصد از کل ۳۳٫۸ تریلیون متر مکعب ذخایر گازی ایران، بعلاوه ۱۸ میلیارد بشکه میعانات گازی را داراست.

فقر یا تنگدستی در ایران با وجود منابع طبیعی و موقعیت راهبردی این کشور در خاورمیانه، قابل توجه است. شهاب نادری، عضو کمیسیون اقتصادی مجلس در ۲۲ اسفند ۱۳۹۶ اعلام داشت ۸۰ درصد جمعیت ایران زیر خط فقر به سر بردند. به گفته احمد میدری، وزیر تعاون، کار و رفاه اجتماعی، در سال ۱۴۰۳ ۳۰ درصد جمعیت ایران زیر خط فقر به سر می‌برند. پژوهش‌های وابسته در دههٔ ۱۳۹۰، نشان می‌دهند که خانواده‌های پرجمعیت ایرانی با وجود داشتن کار، نمی‌توانند کم‌ترین امکانات زندگی را برای خانواده‌شان داشته‌باشند. سوءتغذیه کودکان با فقر در بزرگسالی‌شان مرتبط دانسته شده است.
در سال ۱۳۹۴، پرویز فتاح اعلام داشته است که جمهوری اسلامی ایران پی‌درپی و پیوسته در حال تولید فقر و فقیر است و به همان نسبت نیز جمعیت کمک‌جو و استمدادطلب ایران، در حال گسترش است. به گفتهٔ فرهاد نیلی، مشاور اقتصادی ارشد حسن روحانی، فقیرهای ایرانی به شکلی حدودی، هم‌سطح فقیرهای مصر زندگی می‌کنند. در اردیبهشت ۱۳۹۸، شمار خانوارهای ایرانی زیر خط فقر ۵۵ درصد اعلام شد. همچنین حسین راغفر، اقتصاددان، نتیجه گرفت که ۳۳ درصد از مردم ایران دچار «فقر مطلق» هستند و شش درصد از آنان نیز در زیر خط گرسنگی به سر می‌برند. در دی ۱۳۹۹ همچنین با توجه به آمارهای گوناگون همچون حقوق دریافتی و گرانی‌ها، اعلام شد که: «۵۸ درصد مردم ایران برای زنده ماندن تلاش می‌کنند نه زندگی کردن». در همین سال و وضعیت اقتصادی، فلاحت‌پیشه، عضو کمیسیون امنیت ملی و سیاست خارجی مجلس، گفت که در یک دههٔ گذشته، جمهوری اسلامی حدوداً «۳۰ میلیارد دلار» در سوریه هزینه داشته است.
فقر در ایران، بانی آن شده است که دزدی از اموال همگانی و زیرساخت این کشور افزایش یابد؛ لوازم ترابری و راه‌ها ناپدید شوند و شمار قابل توجهی برای دریافت دیه، خودزنی کنند. همچنین وضع اقتصادی ایران باعث افزایش آمار دزدی‌ها شده است و گزارش‌های مربوط شامل دزدی از معلولین هم می‌شود.

## پیشینه

### حکومت پهلوی و مقایسه با دوران پسین
فرشاد مؤمنی، استاد دانشکده اقتصاد دانشگاه علامه طباطبایی، با اشاره به نطق محمدرضا پهلوی که در آن گفت: «پیام انقلاب شما را شنیدم»، اعلام داشت که وی «۷ بار» به وجود فسادی گسترده و عمیق در ایران آن دوران اذعان داشته است و فرصتی برای جبران از مردم خواسته بود، اما «ارزیابی مردم» این بود که «شاه دیر به فکر جبران افتاده است». حسین راغفر، استاد اقتصاد نیز به نابرابری‌های فاحش اقتصادی و تفاخر اشرافیتی در دوران پهلوی اشاره می‌کند.
بر پایهٔ گزارش بی‌بی‌سی فارسی در بهمن ۱۳۹۷، سرانهٔ تولید ناخالص داخلی در مورد ایرانِ پیش از انقلاب ۱۳۵۷، ۱۰ هزار دلار برای هر نفر و در سال ۱۳۹۷، کم‌تر از ۷ هزار دلار بوده است. اگرچه، بیشتر بودن سرانهٔ تولید ناخالص داخلی پیش از انقلاب ۱۳۵۷، به این معنی نیست که رفاه یکسانی برای همهٔ جمعیت ایران، وجود داشته است. بر پایهٔ همین گزارش، همواره فساد مالی و اداری از مسائل حکومت‌های ایران چه پیش و چه پس از انقلاب ۱۳۵۷ بوده است. اما به شکل کلی، مقایسهٔ حداقل درآمدهای پیش و پس از انقلاب ۱۳۵۷ نمایش‌دهندهٔ این است که دست کم، قدرت خرید در دوران پهلوی، بیشتر بوده است. این رسانه نموداری را آماده کرد که نشان می‌داد در سال ۱۳۵۷ با حداقل دست‌مزد، می‌شد ۷۴ کیلوگرم گوشت قرمز خرید؛ در حالی که در سال ۱۳۹۷ با حداقل دست‌مزد تنها می‌شد ۱۰ کیلوگرم از این گوشت را خریداری کرد.
بر پایه اعلام مجید محمدی در ایندیپندنت فارسی، در دوران شاهنشاهی پهلوی، روندها به‌سوی کاهش شمار جمعیت زیر خط فقر بوده است. به نحوی که درصد افراد زیر خط فقر، از «۵۴ درصد» در سال ۱۳۵۰، به «۲۸ درصد» در سال ۱۳۵۴ رسیده بود. به گزارش روزنامه کیهان که توسط وبگاه جماران منتشر شد، درآمد نفتی این کشور از سه میلیارد دلار در سال ۱۳۳۲، به ۵۳ میلیارد دلار در سال ۱۳۵۶ رسیده بوده است و درآمد سرانه نیز در این دوران، به ۱۱ هزار و ۵۱۴ دلار رسید. با تمام اینها، در بخش‌های فقیر این کشور، فقر هر روزه افزایش و شکاف طبقاتی عمق بیشتری می‌گرفت.

### جمهوری اسلامی ایران

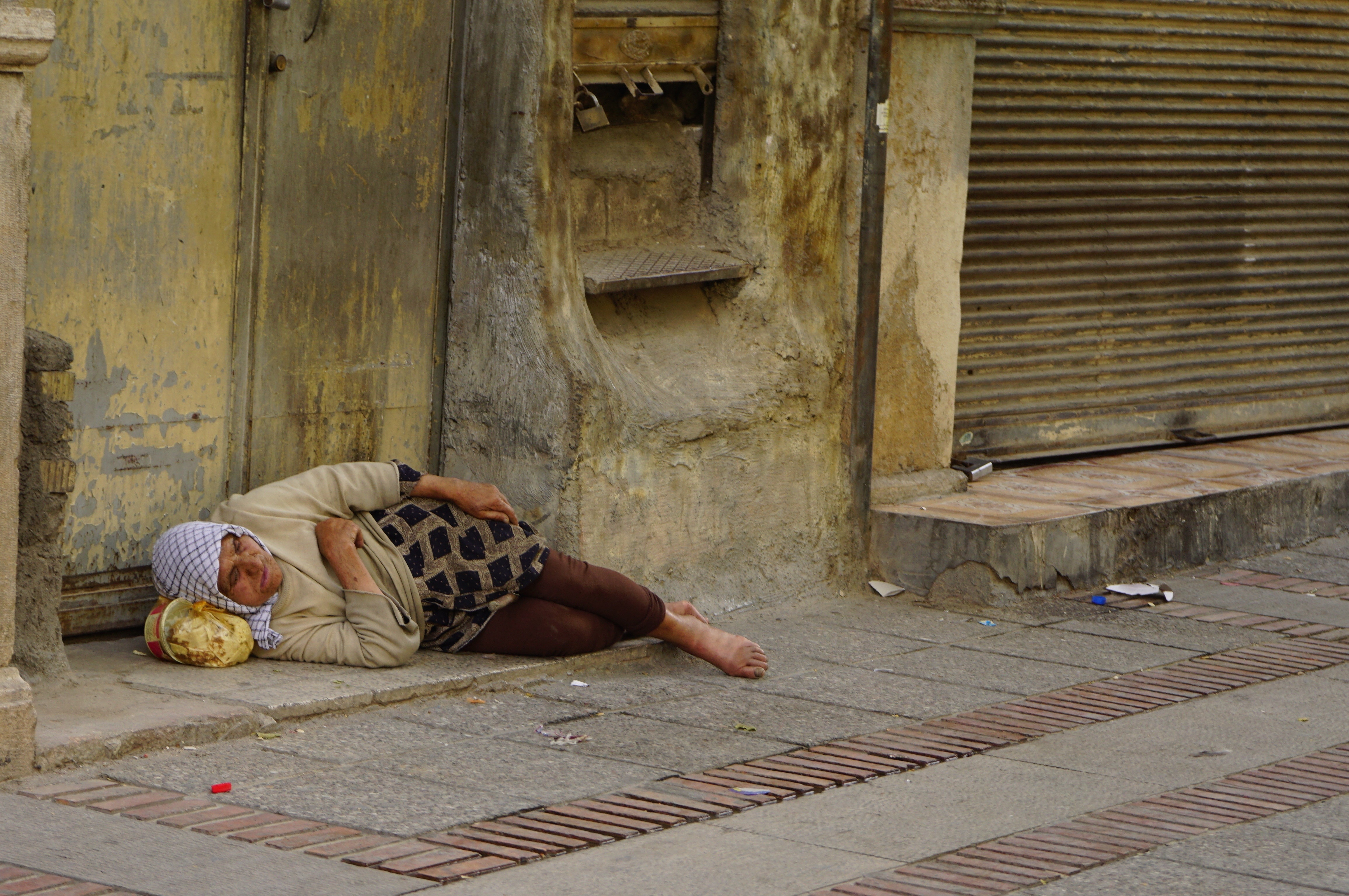
یک زن فقیر ایرانی که در خیابان خوابیده است.
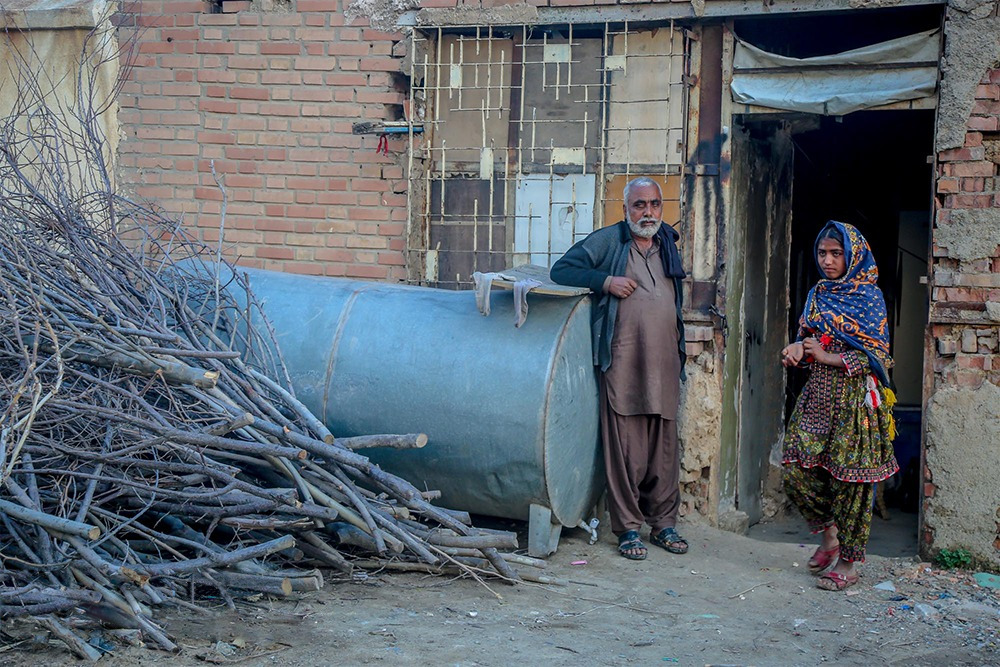
نمایی از بخش‌های حاشیه‌نشین تهران، پایتخت ایران
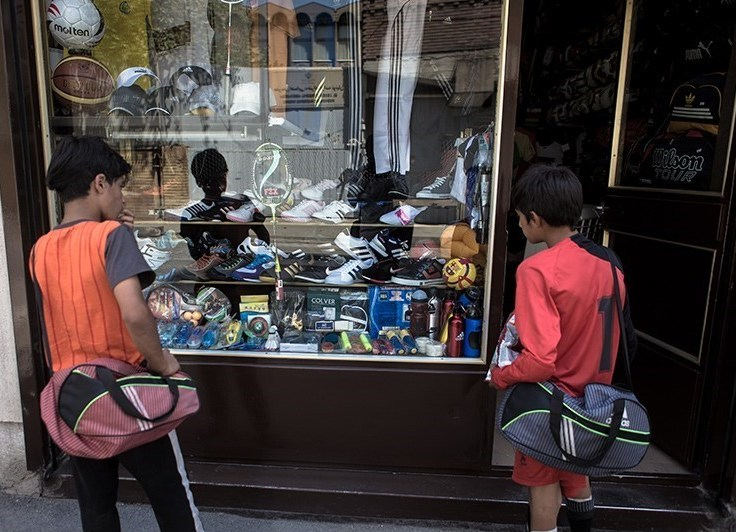
کودکان کار در تهران، پایتخت ایران
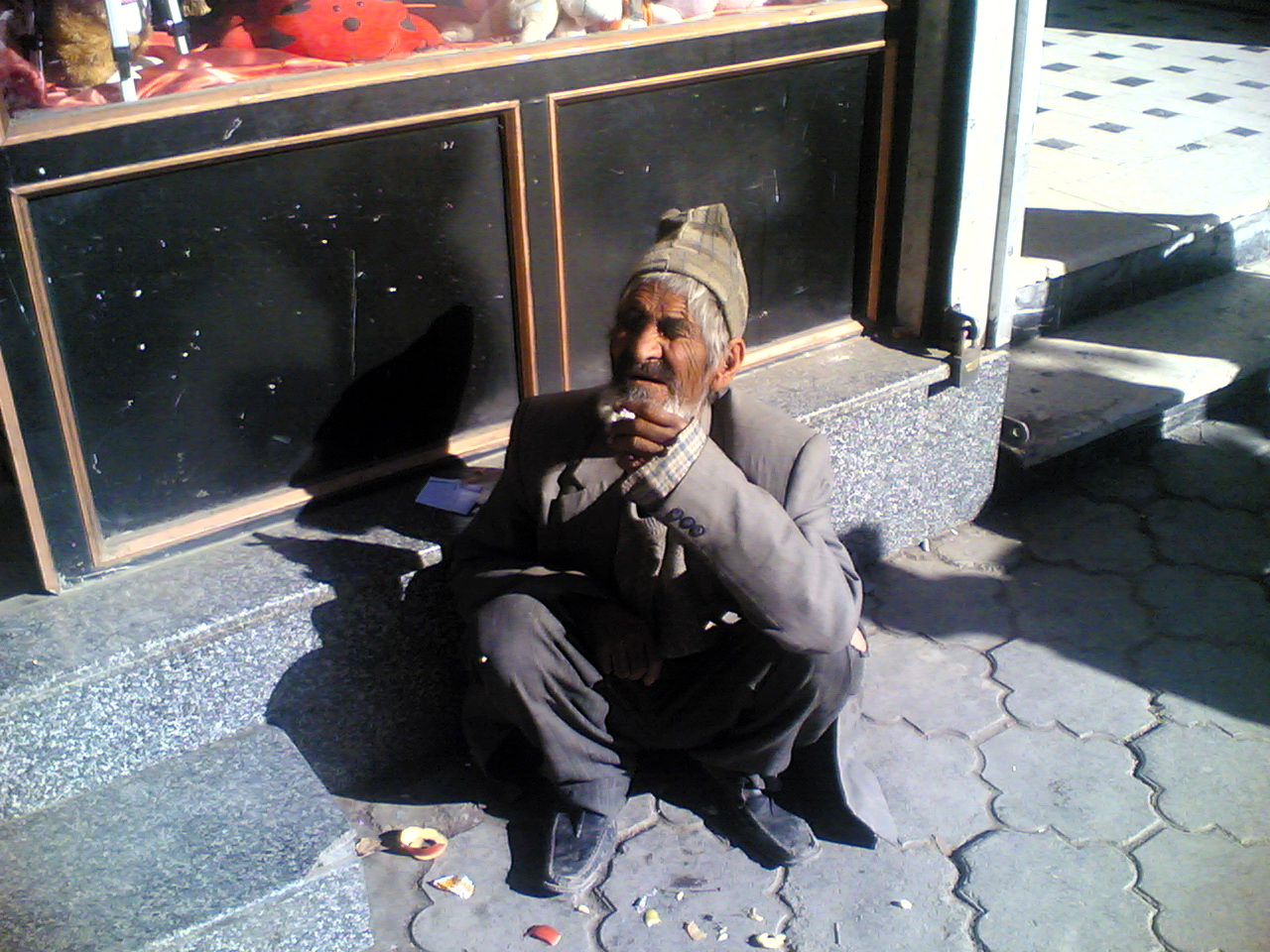
یک ایرانی فقیر که در معابر گدایی می‌کند (۲۰۰۶)
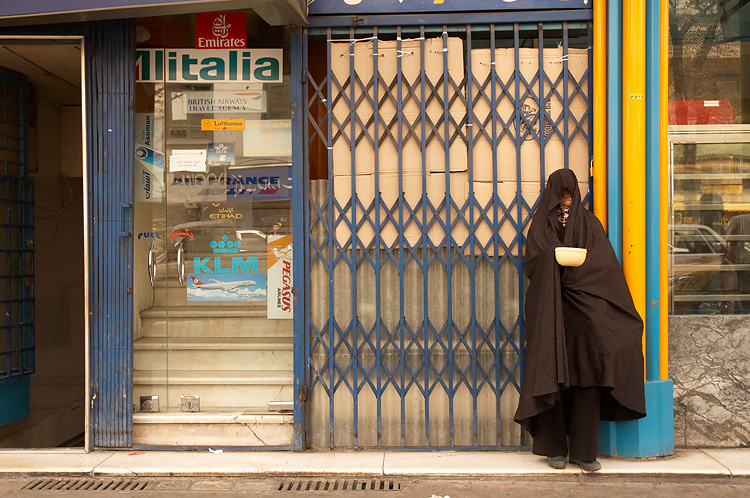
یک زن گدای باحجاب در تهران، پایتخت ایران
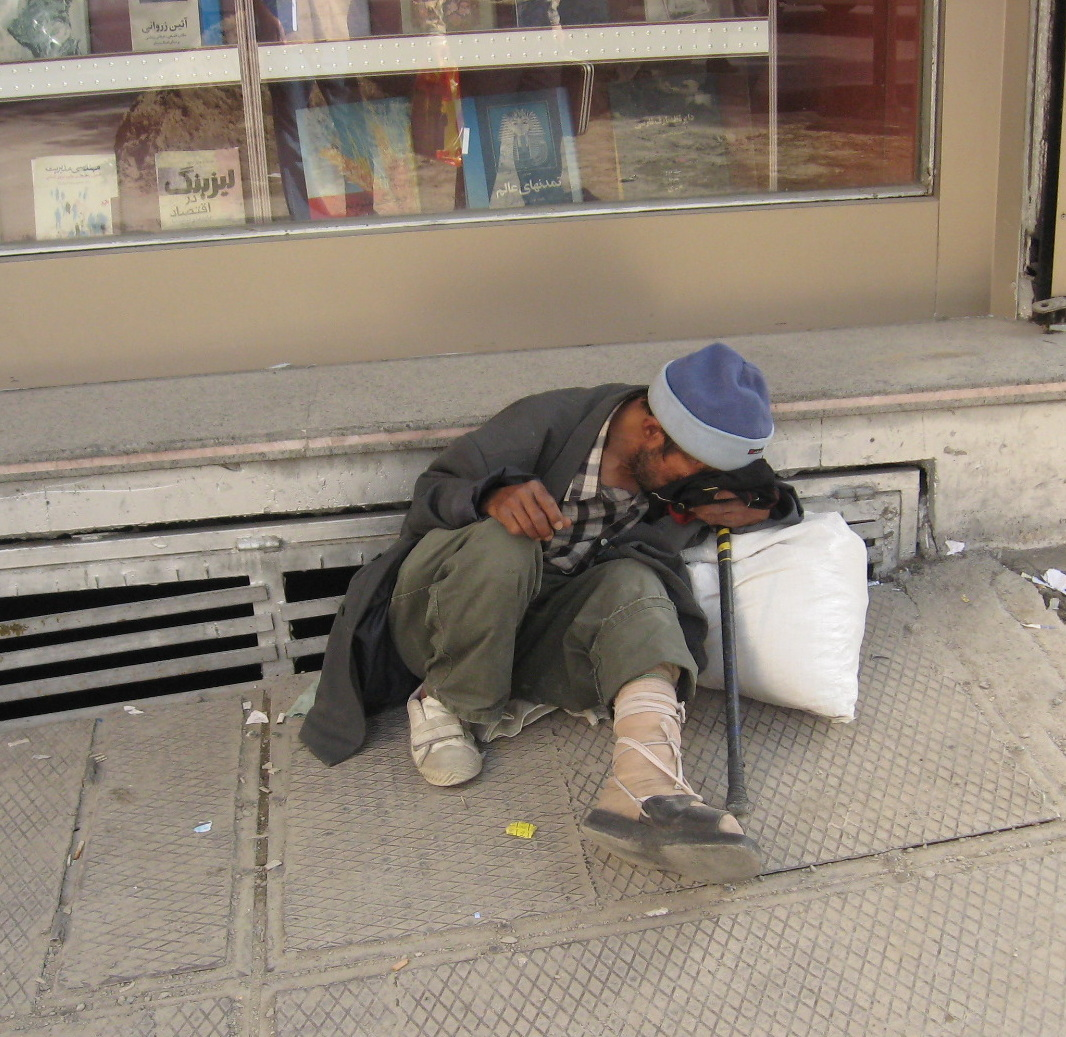
مردی که به خاطر معلولیت و فقر گدایی می‌کند

به گزارش بی‌بی‌سی فارسی، این بحث که انگیزهٔ مردم ایران از مشارکت در انقلاب ۱۳۵۷ این کشور، برخورداری از امکانات اقتصادی بیشتر بود یا استقرار حکومت دینی، هنوز محل اختلاف است اما این انقلاب، حکومتی را سرنگون کرد که اولویت اصلی یا منحصر به فرد آن، توسعهٔ سریع اقتصادی و اجتماعی ایران بوده است. با سرنگونی نظام پهلوی، روند مصادره‌ها و تعطیلی واحدهای نوین صنعتی، خدماتی و کشاورزی، تا از کار انداختن بخش نوین اقتصاد این کشور ادامه یافت و جایگاه پیشین ایران در جهان، از دست رفت. دیدگاه‌های قدیمی نخبگان سیاسی و اقتصادی جدید و شکل‌گیری اقتصاد زیرزمینی، گسترش رفتارهای فاسد اقتصادی و انحصار نهادهای قدرتمند بر بخش بزرگی از اقتصاد ملی، بیش از پیش به اقتصاد ایران ضربه زد. ایران پس از جنگ این کشور با عراق، اقتصاد بدون تنشی تجربه نکرده است و کارفرمایان ایرانی به تطبیق با شرایط اقتصاد جنگی و اقتصاد مقاومتی تشویق شده‌اند.
به گزارش بی‌بی‌سی فارسی در اوت ۲۰۰۸، بر پایهٔ پژوهش داخلی جمهوری اسلامی، توسط نشریهٔ بانک مرکزی جمهوری اسلامی شمار مردم زیر خط فقر ایران، در میان سال‌های ۱۳۸۳ تا ۱۳۸۵، دچار افزایش شده است. گزارش داخلی نشریهٔ آمارهای اقتصادی جمهوری اسلامی ایران، از سال‌های ۱۳۸۳ تا ۱۳۸۵ بوده است و وضع یک سال و نیم اخیر را نیز در بر نمی‌گرفته است. در یک سال و نیم گذشتهٔ این گزارش، تورم در ایران هم دو برابر شده است و از نزدیکی ۱۲ درصد، به ۲۱ درصد رسید. گروهی از کارشناسان، اعلام کرده‌اند که شمار فقرا در این دوره، با توجه به افزایش تورم و کاهش قدرت خرید مردم، افزایش یافته است. این گزارش داخلی جمهوری اسلامی، شمار مردم زیر خط فقر در ایران این دوره را، حدوداً ۱۴ میلیون نفر اعلام کرده‌بود.
شهاب نادری، عضو کمیسیون اقتصادی مجلس در ۲۲ اسفند ۱۳۹۶ اعلام داشت ۸۰ درصد جمعیت ایران زیر خط فقر به سر می‌برند. پژوهش‌های وابسته در دههٔ ۱۳۹۰، نشان می‌دهند که خانواده‌های پرجمعیت ایرانی با وجود داشتن کار، نمی‌توانند کم‌ترین امکانات زندگی را برای خانواده‌شان داشته‌باشند. سوءتغذیه کودکان با فقر در بزرگسالی‌شان مرتبط دانسته شده است. دوسال پیش از این، در سال ۱۳۹۴، پرویز فتاح اعلام داشته است که جمهوری اسلامی ایران پی‌درپی و پیوسته در حال تولید فقر و فقیر است و به همان نسبت نیز جمعیت کمک‌جو و استمدادطلب ایران، در حال گسترش است. به شکل کلی، مقامات رسمی جمهوری اسلامی از نشر آمار وابسته به فقر در ایران خودداری می‌کردند. بر پایهٔ گزارشی در این سال، شمار پردرآمدترین دهک درآمدی ایرانی ۲ میلیون تَن بوده است و آمارِ آمده در کمیسیون راهبردی مجمع تشخیص مصلحت نظام، می‌گوید که ۲۵ درصد از خانوارهای فقیر ایران، در چهار استان سیستان و بلوچستان، گلستان، خراسان شمالی و جنوبی زندگی می‌کنند. همچنین اگرچه که تهران به عنوان «مرفه‌ترین» استان کشور دانسته می‌شد، اما شکاف طبقاتی در آن، از دیگر شهرها و استان‌های این کشور، بیشتر است. به گفتهٔ فرهاد نیلی، مشاور اقتصادی ارشد حسن روحانی، فقیرهای ایرانی به شکلی حدودی، هم‌سطح فقیرهای مصر زندگی می‌کنند.

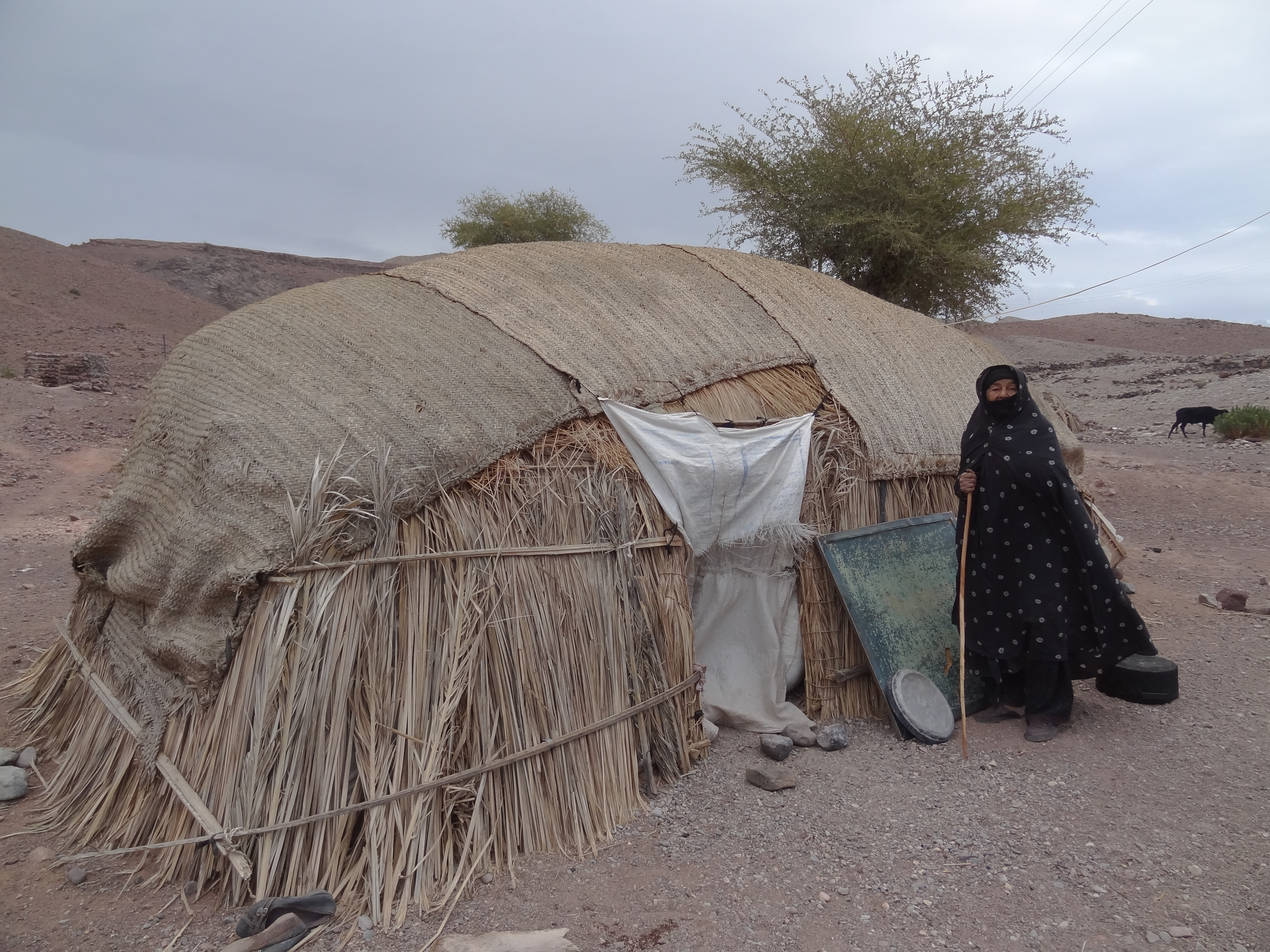
پیرزن فقیر در کنار خانه کپری خودش (روستاهای جنوب استان کرمان)

فقر در ایران، به دزدی‌های وابسته به ترابری نیز ختم شده است؛ تابلوها و نشان‌های ایمنی، گاردریل، تجهیزات الکتریکی از جمله ترانس برق، کابل برق، پایه‌های تیر برق و سامانه‌های روشنایی از جمله مواردی هستند که در ایران دزدیده شده‌اند. این دزدی‌ها، با بد شدن شرایط اقتصادی، افزایش داشته‌اند.
در اردیبهشت ۱۳۹۸، شمار خانوارهای ایرانی زیر خط فقر ۵۵ درصد اعلام شد. همچنین حسین راغفر، اقتصاددان، «خط فقر مطلق» را برای یک خانوادهٔ چهار نفرهٔ شهری، نزدیک به چهار میلیون تومان دانست؛ او نتیجه گرفت که ۳۳ درصد از مردم ایران دچار «فقر مطلق» هستند و شش درصد از آنان نیز در زیر خط گرسنگی به سر می‌برند.
در دی ۱۳۹۹، علی محمد عزیزی در گفتگویی با خبرگزاری تسنیم، گفت که: «کارگران قامتشان زیربار فقر و مشکلات خم شده است… فاصله عمل تا شعار دولت و مجلس از زمین تا آسمان است. بیش از ۹۵ درصد جامعه کارگری کشور بدون امنیت شغلی بوده و زندگانی را پراز فشار و استرس مضاعف از بلایای طبیعی و غیرطبیعی تجربه می‌کنند. از سوی دیگر کارگران از لحاظ خط فقر در بدترین وضعیت موجود قرار دارند». در دی ۱۳۹۹ همچنین با توجه به آمارهای گوناگون همچون حقوق دریافتی و گرانی‌ها، اعلام شد که: «۵۸ درصد مردم ایران برای زنده ماندن تلاش می‌کنند نه زندگی کردن».
در بهمن ۱۳۹۹، سرپرست دفتر امور معاینات بالینی سازمان پزشکی قانونی ایران اعلام کرد که در ۹ ماه گذشته، ۱۰ هزار و ۲۳۱ مورد خودزنی (شامل ۷۸۸۶ مرد و ۲۳۴۵ زن) که با ادعای درگیری و برای گرفتن دیه یا خسارت انجام شده‌بود، در مراکز پزشکی قانونی این کشور، کشف شدند و به مراجع قضایی اعلام شد. در همین سال همچنین سازمان بازرسی کهگیلویه و بویراحمد در پی دزدی ۵۴۰۰ متر از لوله‌های انتقال نفت سبک با تکیه‌گاه‌های وابسته، یک پرونده برای آن تشکیل داد. با این وجود، در همین سال، فلاحت‌پیشه، عضو کمیسیون امنیت ملی و سیاست خارجی مجلس، گفت که در یک دههٔ گذشته، جمهوری اسلامی حدوداً «۳۰ میلیارد دلار» در سوریه هزینه داشته است. در بهمن ۱۳۹۹، رئیس سازمان محیط زیست ایران اعلام کرد که «در شرایط اقتصادی کنونی به‌خصوص در مناطق دورافتاده روستایی، افراد برای تأمین گوشت به سوی حیوانات بی‌زبان هجوم می‌آورند». مؤسسه تحقیقات تغذیه‌ای و صنایع غذایی ایران، در پاییز همین سال، از حذف یا کاهش استفاده از گوشت قرمز، گوشت سفید، تخم‌مرغ و لبنیات از سوی بسیاری از مردم این کشور، گزارش داده‌بود.
مقام‌های قضایی جمهوری اسلامی همچون محمدجعفر منتظری، دادستان کل کشور، از افزایش آمار سرقت در این کشور گفته‌اند و وضع اقتصادی حاکم بر ایران و بیکاری را از چرایی‌های اصلی آن دانسته‌اند. در سال ۱۳۹۹، روزنامه همشهری در یک گزارش به نقل از فروشندگان لوازم توانبخشی اعلام کرد که «وقتی ویلچر، عصا، واکر و مانند آن را از معلول می‌دزدند و می‌آورند برای فروش، یعنی اینکه وضع خیلی خراب است». اگرچه پلیس ایران در مورد افزایش دزدی از معلولان اعلام داشت که گزارشی دریافت نکرده است. در تیر ۱۴۰۰ گزارشی از افزایش آمار «سرقت‌های کوچک» ناشی از فقر در پایتخت ایران، تهران، منتشر شد که از دزدیدن دریچه‌های فاضلاب، پوشاک روی بند و آیفون‌های ساختمان‌ها و … می‌گفت.

## کودکان کار
بر اساس آمار سال ۲۰۲۳، جمعیت ایران حدود ۸۷.۵ میلیون نفر است، که از این تعداد ۲۴ میلیون نفر را کودکان تشکیل می‌دهند. از کودکان کار به قربانیان کوچک فقر در جامعه، نام برده می‌شود. بر اساس ماده ۷۹ قانون کار ایران، اشتغال به کار کودکان زیر ۱۵ سال ممنوع است و در صورتی که کارفرمایی افراد زیر ۱۵ سال را به خدمت بگیرد، متخلف شمرده و مشمول مجازات از جریمه نقدی و حبس تا پلمپ کارخانه و ابطال پروانه کار می‌شود. با این وجود آمار کودکان کار ایران میان ۳ تا ۷ میلیون تن اعلام شده است؛ همچنین برای تهران نیز آمار وابسته، حدود ۲۰ هزار تن تخمین زده می‌شود. اگرچه با توجه به اینکه بیشتر کودکان کار، ثبت هویتی ندارند، آمار دقیقی از آنان نمی‌تواند ارائه شود.
داده های ارائه شده توسط ادارات دولتی به میزان قابل توجهی کمتر است. در خرداد ۱۳۹۸ بر اساس گزارش مرکز آمار و اطلاعات راهبردی وزارت تعاون، کار و رفاه اجتماعی در سال ۱۳۹۶ بیش از ۳۳۶ هزار کودک پسر و ۷۴ هزار کودک دختر بین سنین ۱۰ تا ۱۷ سال مشغول کار بوده و ۸۹ هزار کودک دنبال کار بوده‌اند؛ یعنی نسبت به سال ۹۵ و ۹۶ به ترتیب ۶٪ و ۹٫۶٪ افزایش داشته‌است. بر همین اساس تعداد کودکان بی‌سواد ۲۵۱ هزار کودک و تعداد کودکانی که ترک تحصیل کرده‌اند ۱٫۶۸ میلیون کودک می‌باشد.
وضعیت کودکان کار در تهران به ویژه وخیم است. در سال ۱۳۹۸ شهردار تهران گفت که حدود نیم میلیون کودک کار در تهران کار می‌کنند که با فقر دست‌وپنجه نرم می‌کنند. تعداد قابل توجهی از این تعداد تابعیت قانونی ندارند. درصدی از آنها در خیابان‌ها مشغول دستفروشی یا زباله‌گردی یا فال‌فروشی هستند. تقریباً از هر پانصد تهرانی، یک کودک کار در خیابان وجود دارد. این عدد برای تبریز یک کودک کار در برابر ۱۶ هزار نفر است.

## گداها

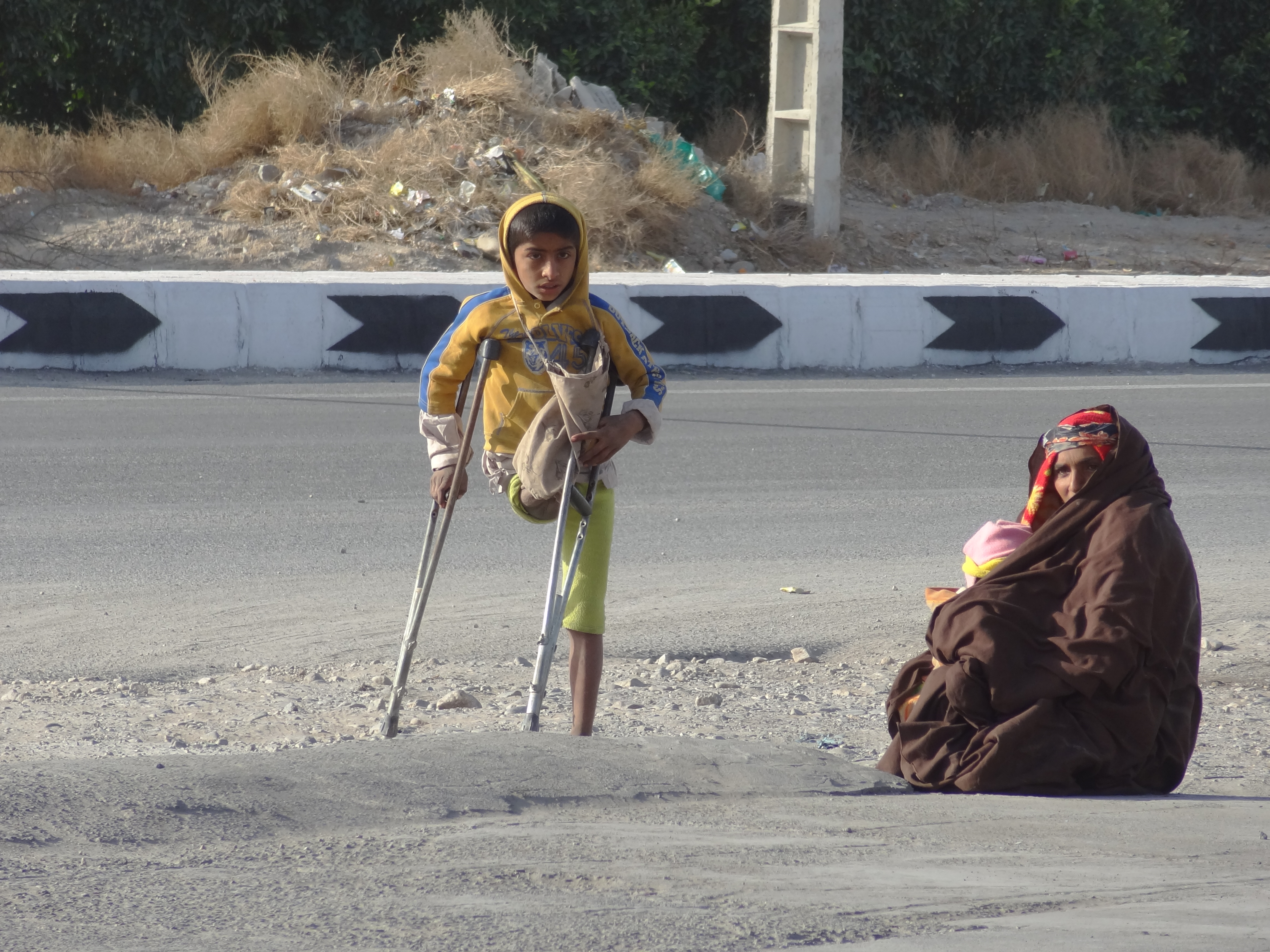
یک کودک بدون پا، در خیابان‌های ایران، در حال گدایی

در گزارشی در سال ۲۰۰۶ میلادی، اعلام شد که مقام‌های ایرانی در این دوره، سرگرم جمع‌آوری متکدیان موجود در شهر تهران بوده‌اند و این مقامات، حضور گدایان در تهران را یک «معضل فزاینده» توصیف کرده‌اند. همچنین اعلام شد که شمار کسانی که در تهران به گدایی می‌پردازند، به شکلی چشمگیر افزایش داشته است.

## اثر بر کسب و کارها

### غذاخوری و رستوران‌ها
در بهمن ۱۳۹۹ گزارش شد که در پی افزایش تورم و فقر، منوی رستوران‌های جنوب شهر تهران، دچار تغییر شده‌اند. روزنامه دنیای اقتصاد، در این دوره نوشت که به دلیل تورم و کاهش قدرت خرید مردم، برخی رستوران‌های جنوب شهر تهران غذاهایی مانند «زرشک‌پلو با اسکلت مرغ یا چلو با استخوان قلم و برنج و دنبه» سرو می‌کنند. همچنین بر پایه همین گزارش، برخی از خوراک‌ها، چون باقالی‌پلو با ماهیچه، ماهی، گوشت، سلطانی و برگ از منوی بسیاری از رستوران‌ها حذف شدند.

## اثر بر سلامتی و خوراک جامعه
در اسفند ۱۳۹۹ اعلام شد که فروش گوشت قسطی، به تهران، پایتخت نیز رسیده است و قصابی برخی از محله‌های این شهر، به کارمندان، گوشت قسطی می‌فروخته‌اند. رحمت‌الله نوروزی، نائب رئیس فراکسیون کارگری جمهوری اسلامی اعلام داشته است که: «ما باید حداقل کاری کنیم که یک کارگر بتواند در ماه حداقل دوبار از گوشت قرمز استفاده کند». بعدتر محمدباقر قالیباف گفت که «مشکل ما پول نیست، مشکل ما ناکارآمدی است! صف خرید مرغ را ببینید، مردم حتی پای مرغ هم نمی‌توانند بخرند». در سال ۱۳۹۹ همچنین بر پایه گزارشی از رسانه‌های ایرانی، افزایش قیمت میوه در این سال، توان خرید بسیاری از مردم را کم کرد و فروشنده‌های منطقه‌های مرکزی شهر تهران، از کسادی بازار فروششان و همچنین فروش میوه‌های «مانده» و «پلاسیده» به مردم گزارش داده‌اند.
یکی از رییسان کانون انجمن‌های صنفی کارگری ایرانی، در سال ۱۴۰۰ گفت که «وضعیت کارگران به مرز هشدار رسیده است، تا جایی که یک گونی برنج را برای مصرف ۳ ماه خود استفاده می‌کنند و با حذف بسیاری از اقلام از سفره خود، به نان‌خوری رسیده‌اند».
فرماندهٔ عملیات مقابله با کرونا در تهران، پایتخت ایران، در دوران همه‌گیری این ویروس، از مشکلات اقتصادی بسیاری از مردم ایران گفت و در ادامه، افزود که بسیاری مردم کارشان را از دست داده‌اند و برخی نیز دچار بحران‌های اقتصادی جبران‌ناپذیری گشته‌اند؛ همچون دستفروشان و کارگران فصلی این کشور. او تأکید داشت که انتظار رعایت شیوه‌نامه‌های بهداشتی از این سری افراد، گونه‌ای شوخی است؛ چرا که: «خیلی‌ها می‌گویند ما از فقر می‌میریم بگذارید از کرونا بمیریم».

### گوشت
در سال ۱۳۹۶، در گزارشی از افکارنیوز، اعلام شد که «جیب ایرانیان، برای خرید گوشت قرمز خالی است. دخل و خرج زندگی‌شان با هم جور درنمی‌آید تا بروند قصابی سر خیابان‌ها یا نزدیک‌ترین میدان میوه و تره‌بار یا حتی فروشگاه‌های زنجیره‌ای و چند کیلویی گوشت قرمز، حتی یخ‌زده‌اش را بخرند و بیاورند سر سفره.» یک‌سال پیش از این گزارش، رئیس کمیسیون کشاورزی اتاق بازرگانی تهران اعلام داشت که: «سهم انواع گوشت از هزینهٔ خانوار از ۶٫۱ درصد در سال ۸۵ به ۵٫۴ درصد در سال ۹۴ رسیده». در سال ۱۴۰۰، رئیس اتحادیهٔ گوشت گوسفندی ایران، اعلام کرد که قیمت یک کیلوگرم شقهٔ بدون دنبهٔ گوشت ۱۴۰ هزار تومان، شده است. او همچنین اعلام داشت که بازار گوشت گوسفندی ایران، با توجه به نبود توان خرید در میان مردم، دچار رکود شده است.

### برنج
در مه ۲۰۲۱، دبیر انجمن واردکنندگان برنج ایران، از کاهش مصرف برنج به دلیل گرانی آن، گفت و به همشهری اعلام کرد که ۶۷ میلیون ایرانی (از ۸۲ میلیون جمعیت این دوران) دیگر توانایی خرید برنج، برای مصرف روزانه‌شان را ندارند.